# Kuholmen (Kvinnherad)
Ne doit pas être confondu avec Kuholmen ou Kuholmen (Stord).
Kuholmen, est une île dans le landskap Sunnhordland du comté de Vestland. Elle appartient administrativement à Kvinnherad.

## Géographie
Rocheuse et couverte d'arbres, elle s'étend sur environ 158 m de longueur pour une largeur approximative de 133 m. Composée de petits îlots, elle compte 4 bâtiments 